# Megalopsallus nigrofemoratus
Megalopsallus nigrofemoratus är en insektsart som först beskrevs av Knight 1968.  Megalopsallus nigrofemoratus ingår i släktet Megalopsallus och familjen ängsskinnbaggar. Inga underarter finns listade i Catalogue of Life.